# Praça do Império
La Praça do Império in portoghese (in italiano: Piazza dell'Impero)  è una piazza che si trova nella freguesia di Belém della città di Lisbona.
La piazza è un quadrato di circa 280 metri di lato ed è la più grande piazza della penisola iberica e una delle più grandi d'Europa.
Intorno alla piazza sorgono il Monastero dos Jerónimos e il Centro Cultural de Belém e al suo centro vi è un giardino di 3.300 m² con una grande fontana. Adiacente (ad est) è situato un altro giardino, il Jardim Vasco da Gama.
La piazza venne costruita in occasione dell'Exposição do Mundo Português (Esposizione del Mondo Portoghese) del 1940, evento celebrativo della storia portoghese e dell'Estado Novo.